# كارل رينولد أوقست وندرليش
كارل رينولد أوقست وندرليش (بالألمانية: Carl Reinhold August Wunderlich)‏ هو طبيب باطني وطبيب نفسي وأستاذ جامعي ألماني، ولد في 4 أغسطس 1815 في زولتس آم نكا في ألمانيا، وتوفي في 25 سبتمبر 1877 في لايبزيغ في ألمانيا.